# Harry and the Potters and the Power of Love
Power of Love è il terzo album studio della band indie-wizard rock Harry and the Potters. Pubblicato il 4 luglio 2006 dall'etichetta indipendente Eskimo Laboratories, l'album è principalmente ispirato al sesto libro della saga di Harry Potter, Harry Potter e il principe mezzosangue.
All'inizio del 2006, gli Harry and the Potters abbandonarono le registrazioni fatte in casa ed iniziarono a cercare uno studio dove fosse possibile registrare il loro EP Scarred for Life. Tuttavia, per la registrazione di Power of Love tornarono alla maniera casalinga, con l'ausilio però di un tecnico musicale esperto. Questa volta, alla band si unirono altri musicisti ausiliari, inclusa la sorella di Joe e Paul, Cathy. L'album fu registrato nello scantinato della high school di Norwood, soprannominato April Fog, e nel salotto della casa della famiglia DeGeorge, a Cambridge, nel Massachusetts.

## Tracce
Tutte le canzoni sono state create da Paul e Joe DeGeorge, con l'eccezione di quelle altrimenti indicate.
1. New Wizard Anthem – 1:50
2. Song for the Death Eaters – 4:32
3. Flesh, Blood, and Bone – 2:58
4. Save Ginny Weasley from Dean Thomas (Dawn Riddle, Steve Gevurtz, Nicole J. Georges, Harry and the Potters) – 2:44
5. Felix Felicis – 1:39
6. Slug Club – 1:30
7. Smoochy Smoochy Pukey Pukey – 1:33
8. This Book Is So Awesome – 0:30
9. (Not Gonna Put On) The Monkey Suit – 2:37
10. We Save Ron's Life, Part 8 – 2:24
11. Hermione's Birds and Boys – 1:09
12. In Which Draco Malfoy Cries Like a Baby – 2:19
13. Dumbledore – 6:14
14. Phoenix Song – 6:24

## Formazione

### Harry and the Potters
- Joe DeGeorge - voce, chitarra, sassofono baritono, melodica
- Paul DeGeorge - voce, tastiere, sassofono tenore, glockenspiel, theremin

#### Musicisti in studio
- Ernie Kim - batteria, coro in New Wizard Anthem
- Mr. Church - basso
- Juliet Nelson - violoncello in Dumbledore e Phoenix Song
- Jeanie Lee - violino in Dumbledore e Phoenix Song
- Kevin Micka - assolo di chitarra e coro in New Wizard Anthem
- Sean McCarthy - feedback acustico in (Not Gonna Put On) The Monkey Suit
- Catherine DeGeorge - fischiettio in In Which Draco Malfoy Cries Like a Baby
- Devin King, Mike Gintz, Farhad Ebrahimi, Steeve Mike - coro

### Produzione
Registrato all'April Fog, scantinato della high school di Norwood, Cambridge, Massachusetts, e nel salotto di casa DeGeorge, Norwood, Massachusetts
- Registrato da Kevin Micka
- Prodotto da Harry and the Potters
- Design di copertina di Georg Pedersen